# دنباله (رسانه)

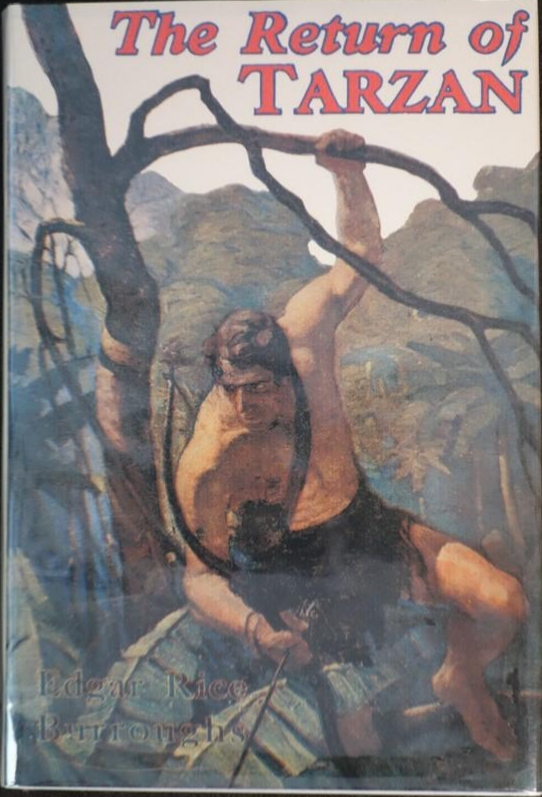
بازگشت تارزان، دنباله رسمی تارزان میمون‌ها

دنباله (به انگلیسی: Sequel یا Follow-up) به اثری ادبی، سینمایی یا تلویزیونی گفته می‌شود که داستانش یک داستان یا اثر منتشرشده قبلی را پی بگیرد و سعی در ادامه دادن ماجراها یا کامل‌تر کردن داستان داشته باشد.
به عنوان مثال نابودگر ۲ دنباله‌ای برای نابودگر به‌شمار می‌آید.